# 13208 Fraschetti
13208 Fraschetti este un asteroid din centura principală de asteroizi.

## Descriere
13208 Fraschetti este un asteroid din centura principală de asteroizi. A fost descoperit pe 5 aprilie 1997 la Haleakala în cadrul programului NEAT. Asteroidul prezintă o orbită caracterizată de o semiaxă mare de 2,46 ua, o excentricitate de 0,20 și o înclinație de 4,5° în raport cu ecliptica.